# 安广居
安广居（1593年—1644年），字無曠，號廓庵，南直隶常州府無錫縣（今屬江蘇省無錫市錫山区）人。明末政治人物。安希范之长子，高攀龙之女婿。

## 生平
崇禎六年（1633年）癸酉科順天鄉試舉人，崇禎十六年（1643年）登癸未科會試副榜，授知县。安广居却自免官职后选择返乡。自从其岳父高攀龙为明志而跳水自尽后，安广居一直为保护一家老小和操持家务而忙碌。崇禎十七年春，京城陷落，安广居闻讯悲痛欲绝，不久后便自杀殉国。
安广居生前与罗大纮、张复、孙朝让、孙朝肃、郭佳胤、萧光绪、吕一经等江南官吏、文人和士绅交往甚密，并有私人往来书信留世。
安如山、安希范、安广居祖孙三人均为进士，因此其后世子孙获许在家中厅堂高悬匾额“世进士第”，以彰显此荣耀。在无锡当地曾名动一时。

## 作品
安广居生前手稿日记《明安廓菴先生手写日记》现藏于上海图书馆。《率意吟》现藏于南京图书馆。